# Pfeil-Gänsekresse
Die Pfeil-Gänsekresse (Arabis sagittata), auch Pfeilblatt-Gänsekresse und Pfeilblättrige Gänsekresse genannt, ist eine Pflanzenart aus der Gattung der Gänsekressen (Arabis) innerhalb der Familie der Kreuzblütler (Brassicaceae).

## Beschreibung

### Vegetative Merkmale
Die Pfeil-Gänsekresse ist eine mehrjährige krautige Pflanze, die Wuchshöhen von meist 30 bis 60 Zentimetern erreicht. Die Grundblätter verwelken erst nach der Hauptblütezeit und in ihren Achseln bilden sich dann oft rosettige Seitentriebe. Je Pflanzenexemplar bilden sich ein bis wenige aufrechte Stängel. Der Stängel ist im unteren Abschnitt mit langen, einfachen oder zweistrahligen, deutlich gestielten Haaren besetzt.
Die meist 12 bis 50 Stängelblätter sind meist viel länger als die 6 bis 20 Millimeter langen Stängelglieder. Die unteren und mittleren Stängelblätter sind auf der Fläche kahl. Die mittleren Stängelblätter weisen einen herz- oder pfeilförmigen Grund mit 1 bis 2 Millimeter langen, stängelumfassenden Öhrchen auf.

### Generative Merkmale
Die Blühzeit der Pfeil-Gänsekresse reicht in Mitteleuropa von Mai bis Juli. Der traubige Blütenstand enthält 20 bis 50 Blüten.
Die zwittrige Blüten ist vierzählig mit doppelter Blütenhülle. Die vier Kelchblätter sind 2 bis 4 Millimeter lang. Die vier weißen Kronblätter sind 4 bis 7 Millimeter lang und am oberen Ende 0,6 bis 1,5 Millimeter breit. Es sind sechs Staubblätter vorhanden. Der Griffel ist fast so breit wie der Fruchtknoten.
Die oft über 5 Zentimeter langen Schoten stehen dicht, steif aufrecht und mehr oder weniger parallel zueinander und liegen der Fruchtstandsachse an. Die längsten Fruchtstiele sind 3 bis 7 Millimeter lang. Die Schote ist fast flach, meist mehr als 0,8 Millimeter breit und im unreifen Zustand grün. Der Mittelnerv der Fruchtklappen ist nur im unteren Teil deutlich erkennbar. Der Same ist 0,1 bis 0,2 Millimeter breit geflügelt.

### Chromosomensatz
Die Chromosomengrundzahl beträgt x = 8; es liegt Diploidie mit einer Chromosomenzahl von 2n = 16 vor.

## Ökologie
Bei der Pfeil-Gänsekresse handelt es sich um einen Hemikryptophyten.

## Verbreitung
Die Pfeil-Gänsekresse ist in fast ganz Kontinentaleuropa außer in Nordeuropa sowie in Asien verbreitet. Es gibt Fundortangaben für die europäischen Länder Deutschland, Österreich, die Schweiz, Spanien, Frankreich, Korsika, Sardinien, Sizilien, Italien, Belgien, die Niederlande, Polen, Tschechien, Ungarn, die Slowakei, Slowenien, Kroatien, Albanien, Serbien, Bosnien und Herzegowina, Montenegro, Bulgarien, Rumänien, Nordmazedonien, Griechenland, die Türkei, die Ukraine, Russland und Moldawien.
In Österreich tritt die Pfeil-Gänsekresse in allen Bundesländern außer in Vorarlberg zerstreut bis selten in der collinen bis montanen Höhenstufe auf Magerwiesen und Böschungen auf. Im westlichen Alpengebiet, im Gebiet der Böhmischen Masse und im nördlichen Alpenvorland gilt die Pfeil-Gänsekresse als gefährdet. Die Pfeil-Gänsekresse kommt vor allem in Pflanzengesellschaften der Klasse Festuco-Brometea oder der Ordnung Origanetalia vor. Die Pfeil-Gänsekresse ist kalkliebend.
Die ökologischen Zeigerwerte nach Landolt et al. 2010 sind in der Schweiz: Feuchtezahl F = 3w (mäßig feucht aber mäßig wechselnd), Lichtzahl L = 3 (halbschattig), Reaktionszahl R = 4 (neutral bis basisch), Temperaturzahl T = 4 (kollin), Nährstoffzahl N = 2 (nährstoffarm), Kontinentalitätszahl K = 2 (subozeanisch).